# Stazione di Riva Trigoso
La stazione di Riva Trigoso è una stazione ferroviaria ubicata sulla linea ferroviaria Genova-Pisa a servizio dell'omonima frazione di Sestri Levante.

## Storia

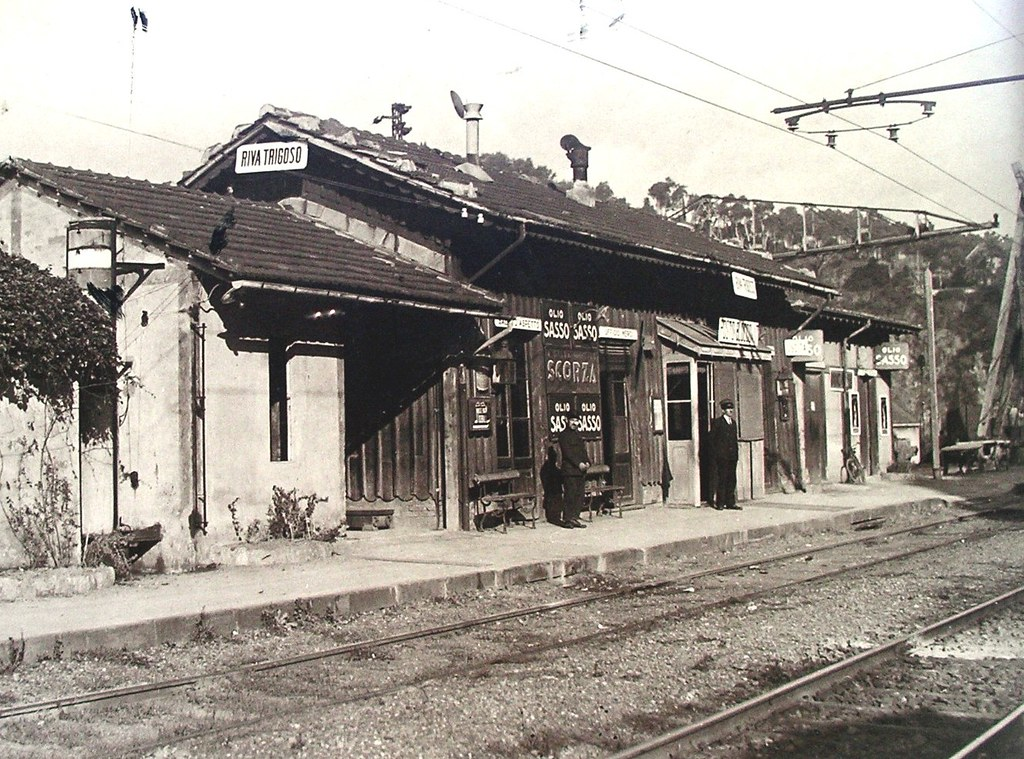
La prima stazione di Riva Trigoso

La prima stazione di Riva Trigoso venne attivata il 15 febbraio 1888, 14 anni dopo l'apertura della linea Genova-La Spezia.
Nel 1890 fu inaugurato il raddoppio dei binari fra Chiavari e Riva Trigoso, che divenne pertanto stazione di passaggio dal doppio al semplice binario.
All'8 febbraio 1915 risale l'estensione alla stazione di Riva Trigoso del servizio merci "a piccola velocità".
Il 27 ottobre 1932 venne attivato il raddoppio su nuova sede a monte della linea da Riva Trigoso a Framura; ciò comportò l'abbandono della vecchia stazione di Riva Trigoso, sostituita da un nuovo impianto posto più a nord. L'ampio spazio a disposizione consentì di creare un fascio merci dimensionato per le attività legate alla cantieristica e alle lavorazioni meccaniche presenti nella zona.
Nel 1971, per alcuni mesi, venne attivato un servizio navetta per il trasporto di auto fra Riva Trigoso e La Spezia, in attesa dell'apertura, avvenuta lo stesso anno, del tratto di autostrada A12 tra Sestri Levante e Brugnato, che consente di superare il passo del Bracco molto più agevolmente rispetto alla strada statale Aurelia, in tale tratto particolarmente ripida e tortuosa.
Al 2020 risalgono il parziale smantellamento del fascio merci e la disattivazione del deviatoio del binario di precedenza, che diventa di fatto inutilizzabile.

## Strutture e impianti

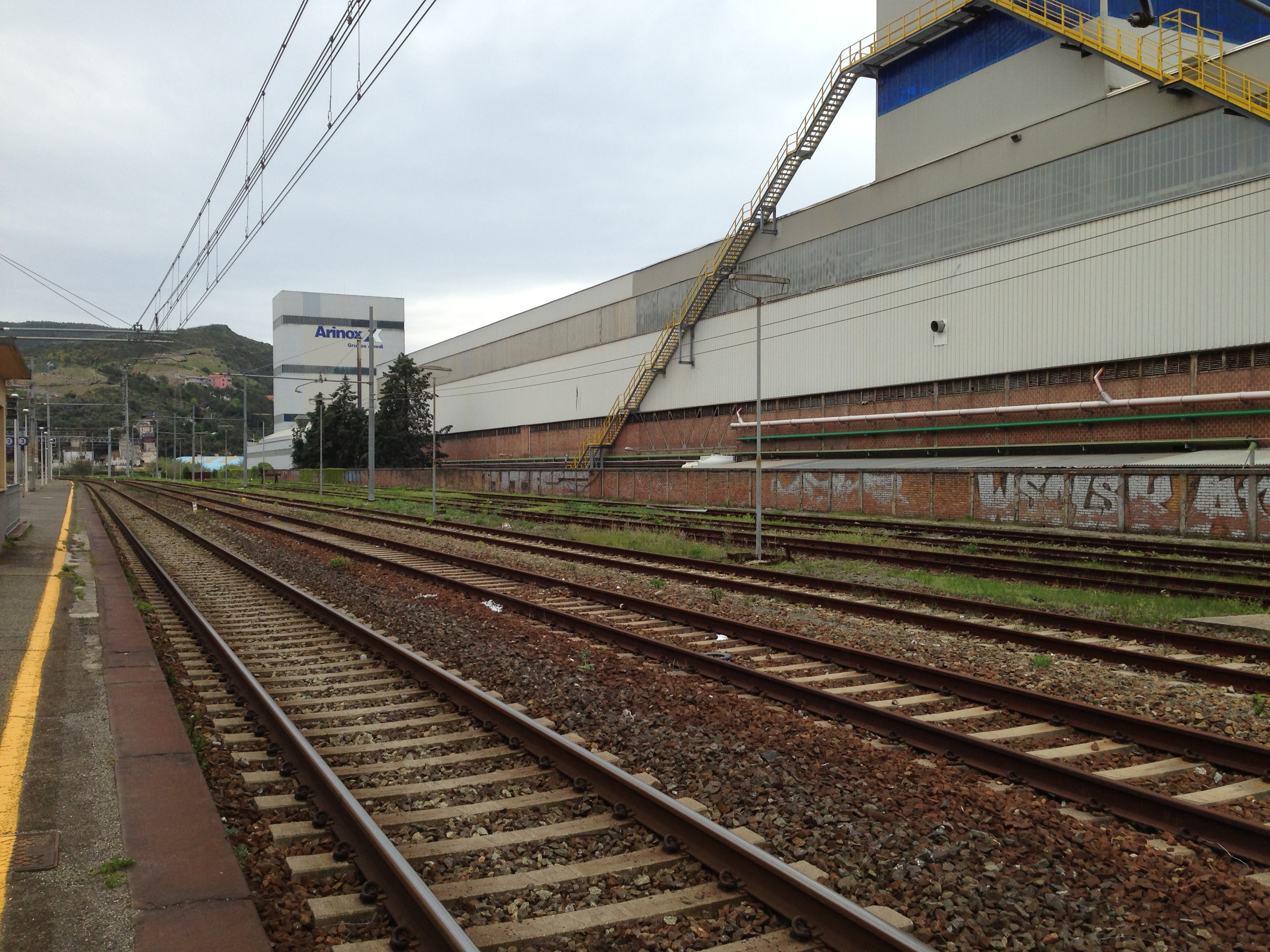
Vista del terzo binario; sulla destra si nota il fascio binari, un tempo a servizio del traffico merci proveniente dal raccordo del cantiere navale

Il piazzale è composto dai due binari di corsa, il secondo e il terzo, serviti da una banchina a isola sulla quale si trova una piccola sala d'attesa coperta. Sono presenti i resti del primo binario, un tempo usato per le precedenze, e della banchina al suo servizio. I marciapiedi dei binari di corsa sono collegati al fabbricato viaggiatori da un sottopassaggio.
Dall'ampio fascio merci si diramava un binario di raccordo con i cantieri navali che sfruttava in parte il tracciato originale della ferrovia; in conseguenza del declino del trasporto merci su ferro, il raccordo ed il fascio merci risultano oggi pressoché smantellati.

## Movimento
La stazione è servita prevalentemente dalle relazioni regionali Trenitalia, svolte nell'ambito del contratto di servizio con la Regione Liguria.

## Servizi
La stazione dispone dei seguenti servizi:
- Biglietteria automatica

## Interscambi
- Capolinea autolinee